# Sphaeromopsis sulcifera
Sphaeromopsis sulcifera är en kräftdjursart som beskrevs av Marilyn Schotte och Brian Frederick Kensley 2005. Sphaeromopsis sulcifera ingår i släktet Sphaeromopsis och familjen klotkräftor.
Artens utbredningsområde är Seychellerna. Inga underarter finns listade i Catalogue of Life.